# میکی نونز
میکی نونز (به انگلیسی: Miki Núñez) (زاده ۶ ژانویه ۱۹۹۶) خواننده اسپانیایی است.
او نماینده اسپانیا در مسابقه آواز یوروویژن ۲۰۱۹ بود.